# Daphne alpina
Daphne alpina es una especie de planta leñosa perteneciente a la familia Thymelaeaceae.

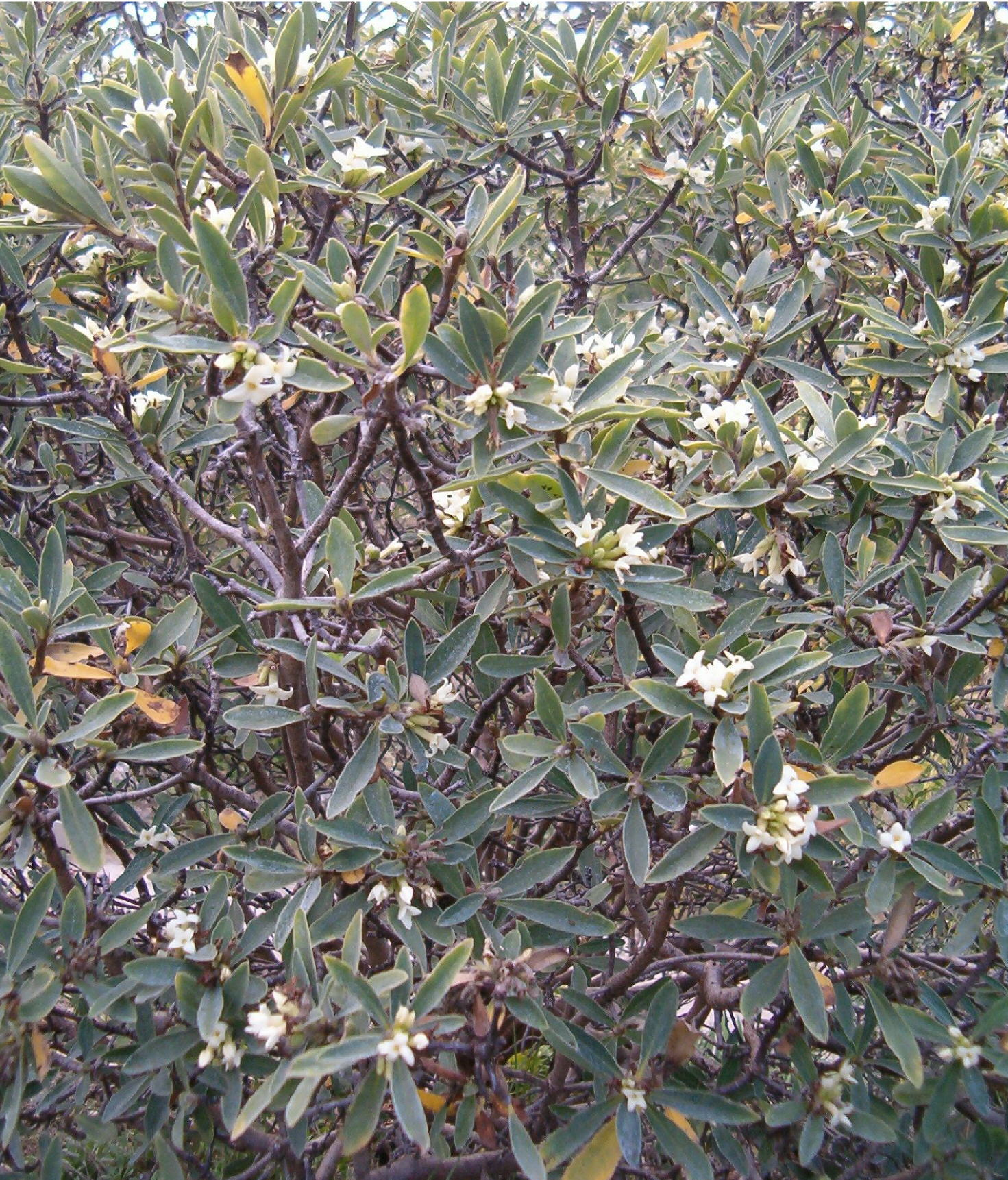
Vista de la planta

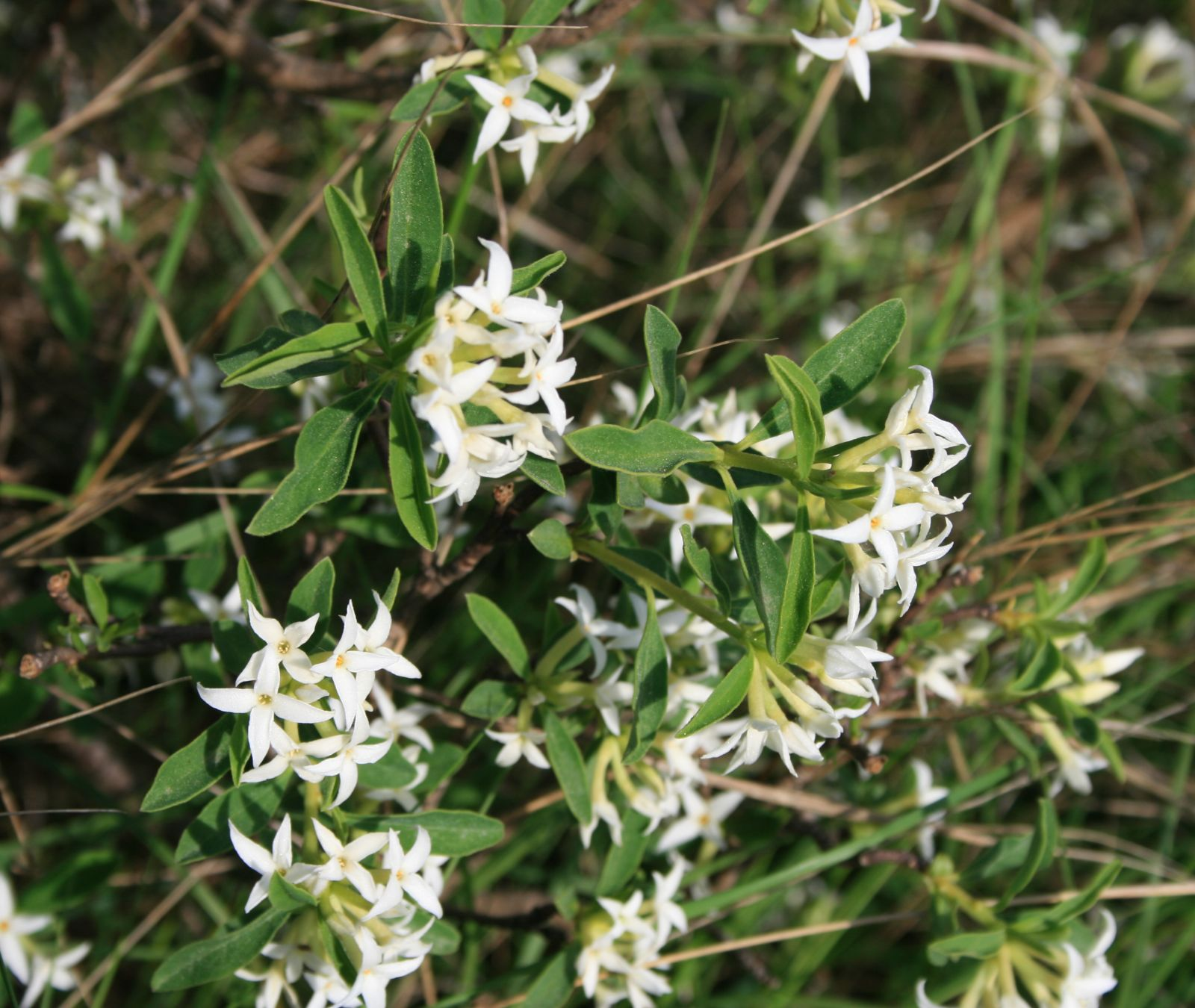
Flores

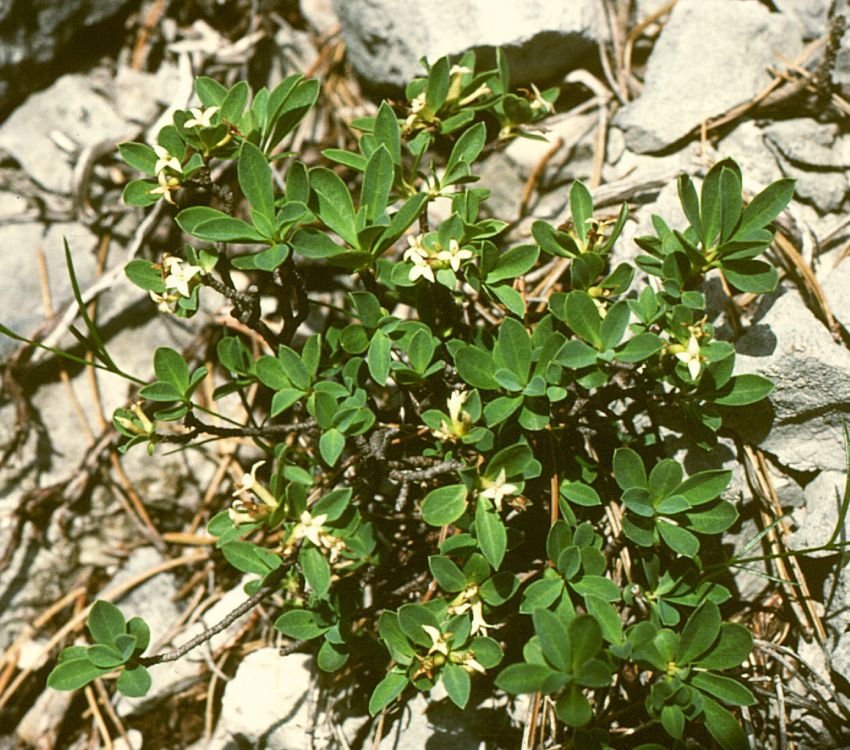
En su hábitat

## Descripción
Es un subarbusto que alcanza un tamaño de hasta de 0,5 m de altura. Tallos arqueado-ascendentes, ± tortuosos, de color castaño ± grisáceo; los del año, pubescentes (pelos de c. 0,2- 0,8 mm); los otros, glabros y con la corteza progresivamente teselada –por resquebrajamiento longitudinal y transversal–. Hojas (7)10-30 x 4-8(10) mm, las primeras del año obovadas o espatuladas y con ápice redondeado, las que nacen después de espatuladas y obtusas a oblanceolado-elípticas y agudas, todas atenuadas en la base, caducas, ± tiernas, punteadas por el envés, uniformemente pubescentes –pelos de 0,2-1 mm– por el haz y el envés. Inflorescencias terminales, en fascículo ± capituliforme, ebracteadas, con 3-6 flores. Flores 8-11 mm de longitud, subsésiles o con pedicelos hasta de 1,5 mm. Hipanto 4-6 mm, persistente, seríceo (pelos adpresos, de c. 0,5 mm) por fuera. Sépalos 3,5-4,5 mm, ovados o lanceolados, agudos o acuminados, pubescentes por fuera, blancos. Fruto c. 7 mm, carnoso, ovoideo-globoso, esparcidamente pubescente, rojizo o anaranjado, incluido en el hipanto hasta la madurez. Semilla 4-4,5 x 2-2,5 mm, ovoidea, atenuada apicalmente. Tiene un número de cromosomas de n = 9.

## Distribución y hábitat
Se encuentra en roquedos calizos de montaña, en los pisos montano y subalpino; a una altitud de 1500-1800 metros en los Alpes y otros macizos del C de Europa; hacia el S, de forma dispersa, alcanza los Pirineos, N de los Apeninos y N de los Balcanes. En la península ibérica aparece en la Sierra del Cadí. 

## Taxonomía
Daphne alpina fue descrita por Carlos Linneo y publicado en Species Plantarum 1: 356–357. 1753.
Etimología
Daphne; nombre genérico que lo encontramos mencionado por primera vez en los escritos del médico, farmacéutico y botánico griego que practicaba en la antigua Roma; Dioscórides (Anazarba, Cilicia, en Asia Menor, c. 40 - c. 90). Probablemente en la denominación de algunas plantas de este género se recuerda la leyenda de Apolo y Dafne. El nombre de Daphne en griego significa "laurel", ya que las hojas de estas plantas son muy similares a las del laurel.
alpina: epíteto latino que significa "de las montañas".
Sinonimia
- Daphne alpina var. petiolata Keissl.
- Daphne candida Vitman
- Daphne pubescens Röhl.
- Thymelaea alpina (L.) All.
- Thymelaea candida Scop.[5]

## Nombres comunes
- Castellano: mezéreon alpino, torbisco del pirineo, torbisco espinoso.[6]